# Djupvattnet (Hotagens socken, Jämtland, 712282-143820)
Djupvattnet är en sjö i Krokoms kommun i Jämtland och ingår i Ångermanälvens huvudavrinningsområde. Sjön har en area på 0,489 kvadratkilometer och ligger 707,1 meter över havet. Djupvattnet ligger i Gråberget-Hotagsfjällen Natura 2000-område.

## Delavrinningsområde
Djupvattnet ingår i det delavrinningsområde (712222-143816) som SMHI kallar för Utloppet av Djupvattnet. Medelhöjden är 726 meter över havet och ytan är 1,6 kvadratkilometer. Det finns inga avrinningsområden uppströms utan avrinningsområdet är högsta punkten. Vattendraget som avvattnar avrinningsområdet har biflödesordning 4, vilket innebär att vattnet flödar genom totalt 4 vattendrag innan det når havet efter 298 kilometer. Avrinningsområdet består mestadels av skog (70 procent). Avrinningsområdet har 0,49 kvadratkilometer vattenytor vilket ger det en sjöprocent på 30,4 procent.